# Eusimplex
Eusimplex là một chi bướm đêm thuộc họ Noctuidae.